# Кулик, Валентин Яковлевич
Валентин Яковлевич Кулик (26 декабря 1934; Киев, Украинская ССР — 15 марта 2005; Москва, Россия) — советский актёр театра, кино и озвучивания.

## Биография
Родился 26 декабря 1934 года в Киеве в семье военнослужащих. Мать звали Ольгой, отца звали Яков.
С началом Великой Отечественной войны, в 1941 году Кулик был эвакуирован в российский город Красноярск, где в 1942 году пошёл в первый класс средней школы. По возвращении в Киев в 1944 году Кулик продолжил там обучение и в 1953 году окончил школу. После школы уехал в Москву, где поступил на актёрский факультет Театрального училища имени Б. В. Щукина. Обучался на курсе Ц. Л. Мансуровой. В 1957 году вышел из стен училища и был распределён в труппу Московского драматического театра имени А. С. Пушкина. В 1960 году стал служить в штате Театра-студии киноактёра и киностудии «Мосфильм». Много играл театральных ролей, снимался в кино, занимался дубляжом кинокартин.
Ушёл из жизни 15 марта 2005 года в Москве.

### Личная жизнь
- Был дважды женат. Вторую супругу звали Марианной, прожили вместе более сорока лет. От их общего брака в 1963 году родилась дочь Анна, которая в 1997 году в молодом возрасте трагически погибла. Про первый брак информации нет. В феврале 2005 года умерла его супруга. Кулик не смог пережить новую семейную утрату и скончался через несколько недель после смерти супруги в марте этого же 2005 года[1].

## Творчество

### Фильмография
- 1954 — Испытание верности — студент
- 1955 — Отелло — офицер
- 1956 — Бессмертный гарнизон — Швальбе
- 1956 — Как Джанни попал в ад — Ринуччио
- 1956 — Урок истории — Вольф
- 1958 — Годы молодые — Володя
- 1958 — Дело «пёстрых» — Арнольд
- 1959 — Белые ночи — Альмавива
- 1960 — Нормандия – Неман — лейтенант Леви
- 1960 — Пиковая дама — Елецкий
- 1961 — Дуэль — Гороховский
- 1961 — Музыка Верди — Вальцев
- 1961 — Суд сумашедших — журналист
- 1961 — Человек идёт за солнцем — Эмиль
- 1962 — Кубинская новелла — повстанец
- 1962 — Мой младший брат — Долгов
- 1963 — Четверо в одной шкуре — Борис
- 1964 — Гранатовый браслет — Бахтинский
- 1964 — Каждый осенний вечер (фильм-спектакль) — участие
- 1964 — Казнены на рассвете... — студент
- 1964 — Отец солдата — гобоист
- 1964 — Трудный переход — журналист
- 1965 — Непокорённый батальон — Григорий Романов
- 1965 — Сквозь ледяную мглу — Карлсон
- 1965 — Чрезвучайное поручение — поручик контрразведки
- 1966 — По тонкому льду — Никодим Семёнович
- 1966 — Прощай — Валентин Баталин
- 1967 — Анна Каренина — Тушкевич
- 1968 — Исход — начальник штаба Унгерна
- 1967 — Майор Вихрь — Меркельнбах
- 1968 — День ангела — доктор
- 1968 — Крах — секретарь Бенеша
- 1968 — Новые приключения неуловимых — офицер/ресторан/бильярдная
- 1969 — Опасные гастроли — Соловейчик
- 1970 — Возвращение «Святого Луки» — шофёр
- 1970 — Ференц Лист. Грёзы любви — Сигизмунд Тальберг
- 1970 — Чёртова дюжина — пират
- 1971 — Корона Российской империи, или Снова неуловимые — сутенер
- 1971 — Дерзость — немецкий офицер
- 1971 — Кочующий фронт — адмирал Колчак
- 1971 — Море нашей надежды — Алексей Павлович Бутко
- 1971 — Нюркина жизнь — корреспондент
- 1971 — Поезд в далёкий август — Валя-адъютант
- 1972 — Бой с тенью — знакомый Ларисы
- 1972 — Жизнь и удивительные приключения Робинзона Круза — помощник капитана
- 1972 — Первый экзамен — папа
- 1972 — Пётр Рябинкин — Николай Дмитриевич
- 1972, 1976 — Фитиль (№ 127, № 170) — покупатель/участник собрания
- 1973 — Причал — докер
- 1973 — Человек в штатском — офицер СС
- 1974 — Контрабанда — судовой врач
- 1974 — Ответная мера — сопровождающий
- 1974 — Скворец и Лира — гость баронессы
- 1974 — Хождение по мукам (4, 5 серия) — Владимир Никанорович
- 1975 — Дума о Ковпаке (2 фильм) — Пономаренко
- 1975 — Капитан Немо — Смит
- 1976 — Волшебный круг — губернатор
- 1976 — Жизнь и смерть Фердинанда Люса — ассистент Люса
- 1976 — Стажёр — командированный
- 1977 — Ветер «Надежды» — участие
- 1978 — Артём — заводчик
- 1978 — Особых примет нет — фон Заурих
- 1978 — Отец Сергий — помещик
- 1978 — Право первой подписи — дипломат советского посольства
- 1978 — Пять вечеров — капитан третьего ранга
- 1979 — Выстрел в спину — знакомый Шутина
- 1980 — Жизнь прекрасна — политзаключённый
- 1979 — Место встречи изменить нельзя — певец в кинотеатре
- 1979 — Приключения Электроника — Григорий Ильич
- 1979 — Циркачонок — доктор
- 1980 — Звёздный инспектор — член международного контроля
- 1980 — Карл Маркс. Молодые годы — делегат конгресса от Брюсселя
- 1980 — Петля Ориона — член комиссии
- 1981 — Бешеные деньги — ювелир
- 1981 — В последнюю очередь — спекулянт на рынке
- 1981 — Фронт в тылу врага — главный маршал артиллерии Воронов
- 1981 — Ханат-Батор — гость генерала Бакича
- 1981 — Чёрный треугольник — корреспондент
- 1981 — Шутка — сотрудник института
- 1982 — Если враг не сдаётся... — Антонов
- 1983 — Любовью за любовь — Бальтазар
- 1983 — Петля (1 серия) — Роберт Николаевич
- 1983 — Тайны виллы «Грета» — представитель Ц.Р.У.
- 1985 — Победа — Алексей Иннокентьевич Антонов
- 1985 — Секунда на подвиг — эпизод
- 1986 — Очная ставка — Васёк
- 1986 — Певучая Россия — председатель собрания
- 1986 — Чичерин — переводчик
- 1987 — Крейцерова саната — гость на свадьбе
- 1990 — Шерементьево-2 — Яков
- 1991 — Дело Сухово-Кобылина — господин в театре
- 1991 — Тень, или может быть всё обойдётся — мажордом
- 1991 — Царь Иван Грозный — боярин
- 1993 — Русский роман — эпизод
- 2001 — На углу у Патриарших-2 (9 серия) — Альберт Михайлович
- 2001 — Самозванцы (21 серия) — таинственный исполнитель
- 2003 — На углу у Патриарших-3 — фотограф

### Озвучивание
- 1959 — Трагедия «Счастливого дракона» — участие
- 1960 — Три этажа счастья — Шандор Корбус
- 1960 — Факелы — Пэцка
- 1961 — Под одним небом — Васико
- 1961 — Три мушкетёра. Месть миледи — Людовик Xlll
- 1962 — Саша — Треф
- 1963 — Ромео, мой сосед — Мурик
- 1964 — Анжелика — маркиза ангелов — Филипп Орлеанский
- 1974 — Вычисленное счастье — участие
- 1974 — Торговцы смертью — Джепсон